# Nikšić (stacja kolejowa)
Nikšić (czarn. Жељезничка станица Никшић, Željeznička stanica Nikšić) – stacja kolejowa w Nikšiciu, w gminie Nikšić, w Czarnogórze.
Stacja znajduje się na linii Podgorica – Nikšić, na zachód od centrum miasta i jest stacją końcową tej linii.

## Linie kolejowe
- Linia Podgorica – Nikšić